# ТИЗ (мотоцикл)

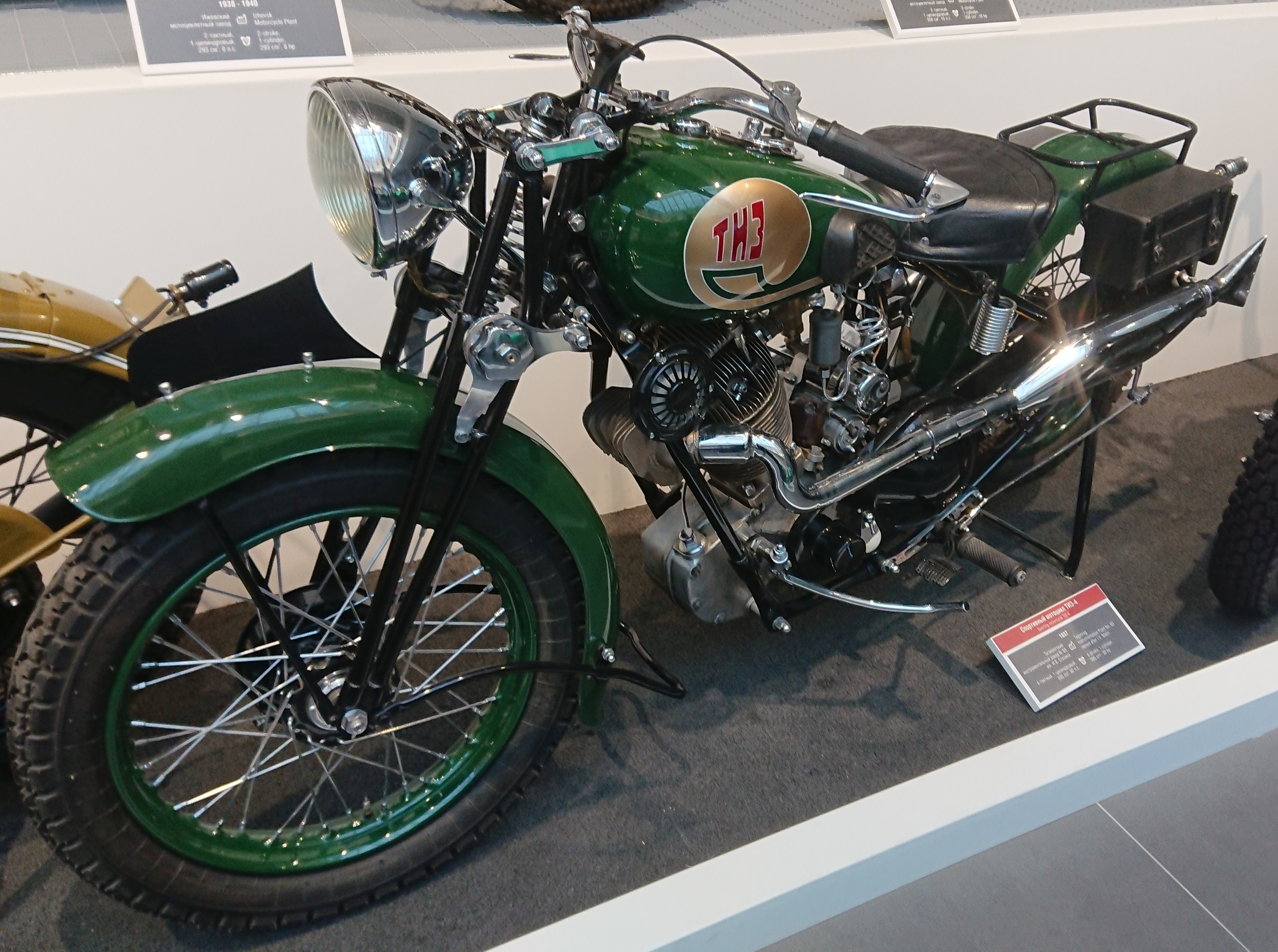
Спортивный мотоцикл ТИЗ-4, 1937 год выпуска

Мотоци́клы «ТИЗ» — модельный ряд мотоциклов, выпускавшихся в Таганроге в 1935—1941 годах Таганрогским инструментальным заводом № 65 им. Сталина (позднее преобразован в Таганрогский комбайновый завод), а после эвакуации в 1941 году — Тюменским мотоциклетным заводом (1941—1943 гг.). Наиболее известная модель ТИЗ АМ-600 широко использовалась в РККА во время Второй мировой войны.

## История
После прекращения производства мотоциклов на Харьковском мотоциклетном заводе все его наработки были переданы на ТИЗ. Одновременно с подготовкой к производству мотоцикла ХМЗ-1М завод получил задание на адаптацию к условиям советских дорог английского мотоцикла BSA модели «Sloper» с 600-кубовым нижнеклапанным двигателем и четырёхступенчатой коробкой передач. В 1935 году были разработаны чертежи нового мотоцикла ТИЗ АМ-600 (заводской индекс — ТИЗ-1), а в 1936 году он был утверждён в серийное производство (мотоцикл предназначался для Красной армии, НКВД, и Народно-освободительной армии Китая).
В 1941 году завод ТИЗ был эвакуирован в Тюмень и переименован в Тюменский мотоциклетный завод (ТЮЗ[уточнить]).
На этом заводе планировалось создать производство ИМЗ М-72, но этого не удалось сделать. Тогда была предпринята попытка восстановить производство довоенного ТИЗ-АМ-600, с использованием вывезенных из Таганрога запасных частей. До ноября 1943 года было изготовлено 614 мотоциклов. Параллельно с этим разработали и собрали несколько мотоциклов ТИЗ-53 с приводом на колесо коляски. Мотовездеход имел привод на колесо коляски, 1000-кубовый двигатель на базе картера М-72, четырёхступенчатую коробку передач, передачу заднего хода и демультипликатор, дифференциал заднего моста мог блокироваться. Колёса имели размер 6×16", что обеспечивало дорожный просвет 180 мм. Мотоцикл прекрасно показал себя на испытаниях, но серийное производство этой модели было признано нецелесообразным.
В 1943 году всё оборудование и кадры были переброшены в Горький на усиление Горьковского мотоциклетного завода (ГМЗ).

## Выпускавшиеся модели
- ТИЗ АМ-600, 1935—1943;
- ТИЗ-50, 1939—1941;
- ТИЗ-БМ-1200, экспериментальный, 32 л.с.;
- ТИЗ-Комета-1, экспериментальный спортивный;
- ТИЗ-6, 1938, экспериментальный спортивный;
- ТИЗ-7, конец 1930-х, экспериментальный спортивный;
- ТИЗ-51, конец 1930-х, экспериментальный ;
- ТИЗ-53, экспериментальный мотовездеход, с приводом на колесо коляски.